# Země policajtů
Země policajtů (v anglickém originále Cop Land) je americký kriminální film z roku 1997. Režisérem filmu je James Mangold. Hlavní role ve filmu ztvárnili Sylvester Stallone, Harvey Keitel, Ray Liotta, Robert De Niro a Michael Rapaport.

## Děj
Město Garrison v New Jersey slouží jako útočiště pro několik zkorumpovaných policistů z NYPD, včetně poručíka Raye Donlana. Místní šerif Freddy Heflin, který si kvůli částečné hluchotě nemohl splnit sen stát se policistou v New Yorku, obdivuje Donlana a odmítá spolupracovat s interním vyšetřovatelem Moe Tildenem.
Donlanův synovec, policista Babitch, při incidentu zastřelí dva černošské mladíky a Donlan s kolegy fingují jejich sebevraždu. Postupně se však Donlanova síť rozpadá — jeden z kolegů umírá, jiný přebíhá k Heflinovi. Po vraždě dalšího policisty Heflin zjistí Donlanovy vazby na mafii a rozhodne se zasáhnout.
Navzdory pokusu Donlanovy skupiny ho umlčet Heflin přežije přestřelku, ve které zabije Donlana i jeho kumpány s pomocí zrádného Figgise. Babitch je předán úřadům, korupce je odhalena a Heflin se po operaci ucha vrací k práci šerifa.

## Obsazení
| Sylvester Stallone | Fred Heflin    |
| Harvey Keitel      | Ray Donlan     |
| Ray Liotta         | Gary Figgis    |
| Robert De Niro     | Moe Tilden     |
| Michael Rapaport   | Murray Babitch |
| Robert Patrick     | Jack Rucker    |
| Peter Berg         | Joseph Randone |
| Arthur Nascarella  | Frank Lagonda  |
| Malik Yoba         | Sam Carson     |
| Noah Emmerich      | Bill Geisler   |
| Janeane Garofalo   | Cindy Betts    |
| Annabella Sciorra  | Liz Randone    |
| Cathy Moriarty     | Rose Donlan    |
| Method Man         | Shondel        |